# Stenochironomus tobaduodecimus
Stenochironomus tobaduodecimus är en tvåvingeart som beskrevs av Akio Kikuchi och Sasa 1990. Stenochironomus tobaduodecimus ingår i släktet Stenochironomus och familjen fjädermyggor. Inga underarter finns listade i Catalogue of Life.